# IC 3523
IC 3523 је спирална галаксија у сазвјежђу Береникина коса која се налази на листи објеката дубоког неба у Индекс каталогу.
Деклинација објекта је + 14° 0' 58" а ректасцензија 12h 34m 39,3s. Привидна величина (магнитуда) објекта IC 3523 износи 16,5 а фотографска магнитуда 17,3.